# Blyttia spiralis
Blyttia spiralis är en oleanderväxtart som först beskrevs av Peter Forsskål, och fick sitt nu gällande namn av D. V. Field och J. R. Wood. Blyttia spiralis ingår i släktet Blyttia och familjen oleanderväxter. Inga underarter finns listade i Catalogue of Life.